# Спеціальна психологія
Спеціальна психологія — галузь психології, яка вивчає психологічні особливості аномальних дітей і дорослих, дефект яких зумовлений органічним ураженням головного мозку (розумово відсталістю), порушенням аналізаторів (глухі, туговухі, слабозорі, сліпоглухі), тяжкими порушеннями мови при збереженні слуху. Спеціальна психологія з'ясовує зміни у перебігу психічних процесів порівняно з нормою, їх причини і механізми, розробляє спеціальні методи корекції аномалії, аналізує результати, які досягаються в ході спеціально організованого навчання і виховання (насамперед у дитячому віці).
Залежно від категорії аномалії розрізняють такі галузі спеціальної психології: психологія розумово відсталих, психологія глухих і туговухих (сурдопсихологія), психологія сліпих та слабозорих (тифлопсихологія), психологія сліпоглухонімих, психологія дітей з порушеннями мови. Основним завдання кожної галузі спеціальної психології — вивчення закономірностей розвитку, формування особистості аномальних дітей під впливом навчально-виховної роботи в умовах спеціальних шкіл.